# 3517 Tatianicheva
3517 Tatianicheva eller 1976 SE1 är en asteroid i huvudbältet som upptäcktes den 24 september 1976 av den rysk-sovjetiske astronomen Nikolaj Tjernych vid Krims astrofysiska observatorium på Krim. Den har fått sitt namn efter Lyudmila Tatianicheva.